# 贵州省妇女联合会
贵州省妇女联合会，简称贵州省妇联，是中华人民共和国贵州省妇女儿童工作者组成的人民团体，是中华全国妇女联合会的地方组织，接受中国共产党贵州省委员会的领导。其最高权力机构是贵州省妇女代表大会。